# Maine Cabin Masters
Maine Cabin Masters é um reality show exibido na rede Magnolia Network (anteriormente conhecido como DIY Network) que narra a restauração e renovação de cabines no Maine . A série é centrada no empreiteiro Chase Morrill, sua irmã designer Ashley Morrill e seu marido carpinteiro Ryan Eldridge. Também aparecem em cada episódio os mestres carpinteiros Matt "Dixie" Dix e Jared "Jedi" Baker. Estreou em 2 de janeiro de 2017 e, em dezembro de 2021, e atualmente está em sua sétima temporada. Ao longo de suas três primeiras temporadas, foi o programa de maior audiência de seu canal.

## Premissa
Cada episódio começa com Chase apresentando Ashley e Ryan a uma nova cabana — chamada "camps" na linguagem local — e seus proprietários. Normalmente, as cabines estão em mau estado e precisam de renovação. Um orçamento e um prazo são definidos. Os Cabin Masters, então, fazem todos os esforços para restaurar essas estruturas, mantendo-se fiéis à sua função original, mas às vezes adicionando comodidades modernas, como painéis solares e banheiros de compostagem. No final do episódio, os Cabin Masters "revelam" a cabana renovada aos seus proprietários e entregam cerimoniosamente suas chaves.
Chase é o líder da equipe, mas o trabalho é feito de forma colaborativa. Como designer, Ashley escolhe cores de tinta e afins, e busca objetos que são exclusivos da cultura do Maine — como sacolas feitas de velas antigas.